# Pilea schimpffii
Pilea schimpffii är en nässelväxtart som beskrevs av Friedrich Ludwig Diels. Pilea schimpffii ingår i släktet pileor, och familjen nässelväxter. Inga underarter finns listade i Catalogue of Life.